# Olivia Palermo
Olivia Toledo Palermo (Nueva York, 28 de febrero de 1986) es una actriz, modelo, socialité, empresaria y referente internacional en el mundo de la moda. Conocida por su influencia en la alta sociedad neoyorquina y por ser una de las más famosas[cita requerida] it-girls del mundo.

## Biografía
Nació en Nueva York. Es hija del promotor inmobiliario Douglas Palermo. Creció entre Nueva York y Greenwich (Connecticut) donde asistió a la St. Luke's School. Más tarde estudió en la Escuela de Arte y Diseño Parsons en París y regresó a Nueva York donde asistió a la Parsons New York y a la Universidad The New School para completar sus estudios en la especialidad de Comunicación.
Está casada con el modelo y fotógrafo alemán Johannes Huebl. La pareja contrajo matrimonio en junio de 2014 en una boda íntima celebrada en Bedford, Nueva York.

## Carrera
Olivia debutó en la escena social neoyorquina cuando el fotógrafo de celebridades Patrick McMullan sacó fotografías suyas en diversos eventos de la ciudad. Palermo realizaba en esos años prácticas profesionales en la revista norteamericana Quest. 
En mayo de 2007, Olivia apareció en la portada del New York Magazine como la it-girl (chica de moda) de Nueva York. Desde entonces es un rostro popular y habitual de la moda. Ha aparecido en diversas ediciones de revistas internacionales como Vogue, Harper's Bazaar, Elle, Marie Claire, InStyle, Glamour, Telva, Life & Style, ASOS, Tatler, Vanidad y Ok! Weekly. 
En 2009, fichó por la agencia de modelos Wilhelmina Models. Posteriormente trabajó en el departamento de relaciones públicas de la marca de moda Diane von Fürstenberg y en el departamento de accesorios de la revista Elle. También formó parte del reparto del reality show The City en MTV. En la segunda temporada del programa, la neoyorquina trabajó como bloguera del portal de Elle en Internet. 
En 2011 fue diseñadora de un zapato para Stuart Weitzman que fue empleado como reclamo para una causa benéfica.
En 2012, Olivia fue el rostro de Carrera y Carrera, la firma de joyería española. En 2013 es imagen de la marca española Pikolinos y es la embajadora del Proyecto Maasai de la compañía. Ha realizado diversas colaboraciones con la firma. Anteriormente fue imagen de Mango, Hogan, Otto y otras marcas.
En 2014, inició una colaboración con la aplicación Fancy con la que lanzó una página web de e-commerce. En 2015 es imagen de Tommy Hilfiger (con su marido) y de Max&Co del grupo Max Mara.
En 2017, Olivia asistió a la cena de gala en el Castillo de Ygay (Logroño) por el 165º aniversario de Marqués de Murrieta, la bodega pionera en elaborar los afamados vinos de Rioja.
En 2018, recibió el premio Starlite Gala 2018 otorgado por la Fundación Starlite, plataforma internacional de filantropía.
Su página web oficial vinculada a las redes sociales es su propio blog de moda, tendencias y consejos. Es fundadora y directora creativa de este portal que cuenta con varios editores internacionales.

## The City
Olivia fue miembro del reparto del reality show The City. El programa se estrenó el 29 de diciembre de 2008 y documentaba las vidas de sus protagonistas. El Page Six del New York Post informó de que Olivia recibía 12.000$ por episodio.
Apareció en la primera temporada de The City cuando los productores del programa advirtieron que una chica famosa trabajaba con su protagonista, Whitney Port. Se le ofreció aparecer en un pequeño espacio del programa pero poco a poco fue apareciendo cada vez más llegando a tener más tiempo de emisión que su compañera Whitney Port en la segunda temporada.
La segunda temporada de The City comenzó en diciembre de 2009. En ella, Olivia comenzaba un nuevo trabajo en la revista Gatopardo, donde aparecía como una de las protegidas de Joe Zaza.